# Impôt à taux unique
Ne doit pas être confondu avec Impôt unique.
 (octobre 2013).
L'impôt à taux unique ou impôt proportionnel (en anglais : flat tax) est un système qui impose tous les membres d'un groupe (comme des citoyens ou des entreprises) au même taux, contrairement à l'impôt progressif. Le terme est cependant utilisé le plus fréquemment à propos de l'impôt sur le revenu.

## Types d'impôt à taux unique

### Impôt proportionnel pur
Ce système à taux unique ne prévoit ni seuil, ni déduction, ni abattement.

### Impôt à taux unique et déductions
Dans ce système, chaque foyer fiscal se voit attribuer un seuil minimal d'imposition selon le nombre de personnes à charge et leur situation ; en dessous de ce seuil, le foyer ne paie aucun impôt. Au-dessus, il paie l'impôt sur la différence entre le revenu et le seuil.

### Impôt négatif sur le revenu
Ce système est identique au précédent si le couple est au-dessus du seuil d'imposition ; cependant, s'il est en dessous, il paie un impôt négatif au même taux qu'au-dessus, c'est-à-dire qu'il reçoit de l'argent proportionnellement à ce qui lui manque pour atteindre le seuil. Cette mesure a été inventée en 1838 par Antoine-Augustin Cournot.

### Impôt forfaitaire avec déduction universelle illimitée
L'impôt forfaitaire avec déduction universelle illimitée est un système fiscal qui implique un taux d'imposition unique pour tous les revenus, avec la possibilité de déduire intégralement toutes les dépenses engagées.

#### Avantages
L'impôt forfaitaire avec déduction universelle illimitée présente certains avantages potentiels, notamment :
Équité fiscale : ce système garantit que chaque contribuable paie le même pourcentage d'impôts sur le revenu imposable, quel que soit le niveau de revenu. Cela pourrait aider à réduire les inégalités sociales. Simplicité : ce système est relativement facile à appliquer car il réduit le besoin de calculer les taux d'imposition en fonction des tranches de revenus. Il pourrait rendre le système fiscal plus efficace et moins coûteux à gérer. Encouragement à l'économie : la déduction universelle illimitée pourrait encourager les gens à travailler et à investir car cela augmenterait leur revenu disponible. Cela pourrait entraîner une augmentation de la production et de l'emploi. Clarté et facilité de compréhension : simplifie la détermination des dépenses déductibles car toutes les dépenses sont déductibles.[Information douteuse]

##### Comparaison de l'impôt par tranches par rapport à l'impôt forfaitaire avec déduction universelle illimitée
Impôt par tranches (pour un exemple d'un revenu brut de 1500 €) : Une personne gagnant 1500 € aurait besoin de dépenser tout pour bien vivre mais se retrouverait dans une situation imposable (selon le barême actuel). En se basant sur un impôt progressif de 0 % sur les premiers 1000 € (le barême 2025 est à 0% sur la tranche inférieure à 11 497) et de 11 % sur les 500 € restants . Donc :
1000 € * 0 % = 0 €
500 € * 11 % = 55 €
Impôts totaux = 55 €
Après avoir payé les impôts, ils auraient un revenu net de seulement 1445 €, inférieur à leur besoin de dépenses de 1500 €.
Impôt forfaitaire avec déduction universelle illimitée (pour un revenu brut de 1500 €) :
Avec l'impôt forfaitaire avec déduction universelle illimitée, déduire intégralement les dépenses réduit le revenu imposable à zéro (brut - dépenses = 1500 € - 1500 € = 0). Donc, dans ce scénario "supposé", il n'y aurait pas de taxation.
En conclusion, alors que l'impôt par tranches est établi pour chaque tranche de revenus, l'impôt forfaitaire avec déduction universelle illimitée vise une imposition après élimination des déductions. Ce système pourrait conduire à une plus grande simplicité fiscale. Pour un plus grand soutien aux tranches de revenus inférieures, il pourrait apporter une solution alternative, mais la redéfinition des tranches d'imposition est une autre voie cohérente (relèvement de la tranche à 0% à un seuil supérieur, correspondant au SMIC par exemple).

#### Inconvénients
L'impôt forfaitaire avec déduction universelle illimitée présente également des inconvénients potentiels, notamment :
Risque d'abus : un système où toute dépense, même le jeu, est déductible pourrait être sujet à des abus graves. Les gens pourraient déduire des dépenses fictives ou gonflées pour réduire leur charge fiscale, ce qui entraînerait une baisse des recettes fiscales et une augmentation de l'évasion fiscale.
Difficulté de mise en œuvre : ce système pourrait être difficile à mettre en œuvre, car il nécessite de définir clairement les dépenses déductibles et les méthodes de calcul des déductions.

### Impôt forfaitaire avec déduction universelle illimitée et retenue à la source
Pour pallier les inconvénients de l'impôt forfaitaire avec déduction universelle illimitée, deux stratégies peuvent être adoptées :
Limite de la portée des dépenses déductibles, mais cela pourrait aller à l'encontre de la liberté des personnes à gérer leurs ressources.
Mise en place d'un système de retenue à la source, où les impôts sont collectés directement par les banques sur la base des informations disponibles sur les transactions financières.
Un système anti-évasion fiscale devrait mettre en œuvre ces points :

#### 1. Retenue à la Source
La retenue à la source serait automatiquement appliquée par les banques responsables de collecter les impôts pour le compte du gouvernement. Cela simplifierait davantage le processus de collecte des impôts et réduirait la charge pour les contribuables.

##### Dons
Les dons sont suivis à l'aide de « transferts parlants ». Ces transferts permettent à l'expéditeur de spécifier le but de la transaction, comme un don, en incluant des informations détaillées dans la propre transaction.
Cette distinction est cruciale car, dans le cas des dons reconnus comme des cadeaux, la charge fiscale passe du destinataire au donateur. Par conséquent, le donateur effectuant le don doit être conscient qu'il ne peut pas déduire ce montant de ses impôts. Ce système favorise une plus grande transparence et clarté dans les déclarations de dons, en veillant à ce que la charge fiscale soit attribuée de manière appropriée à l'initiateur de la transaction, conformément aux intentions spécifiques du don lui-même.

#### 2. Taxation immédiate pour les capitaux sortants
Taxation immédiate lorsque les capitaux quittent le pays. Ce mécanisme régule et surveille les flux financiers, encourageant le réinvestissement national et soutenant l'économie nationale.

##### Exemple de taxation immédiate pour les capitaux sortants
En supposant un impôt forfaitaire de 20 %, lorsqu'un paiement de 1000 $ est effectué vers un pays étranger, 200 $ d'imposition seraient immédiatement retenus du contribuable et 800 $ arriveraient dans le pays étranger.

#### 3. Augmentation des capitaux pour les capitaux entrants
De même, l'augmentation des capitaux devrait être mise en œuvre lorsque des capitaux étrangers entrent dans le pays, calculée à l'aide de la formule 100*imposition/(100-imposition).
En plus d'encourager les investissements étrangers et de promouvoir la croissance économique nationale, cela équilibre le point précédent.

##### Exemple d'augmentation des capitaux pour les capitaux entrants
En imaginant l'application de l'impôt forfaitaire avec déduction universelle illimitée dans un pays avec un taux d'imposition de 20 %, incluant la politique « augmentation des capitaux pour les capitaux entrants », qui assure un crédit d'impôt de 25 % sur les capitaux reçus, obtenu à partir de la formule 100 x imposition / (100 - imposition).
Scénario :
Une entité, qu'il s'agisse d'un individu ou d'une entreprise nommée « X », reçoit un transfert de 800 $ de l'étranger.
Calcul du crédit d'impôt :
Application de l'imposition de 20 % à la formule :
10020 / (100 - 20) = 10020 / 80 = 25
Ainsi, l'entité X obtient un crédit d'impôt de 25 % sur le capital reçu de 800 $, soit 200 $.

#### 4. Traitement de l'argent liquide comme des entités étrangères
L'argent liquide doit être traité comme s'il appartenait à une entité étrangère.
La stratégie s'aligne sur l'objectif de la taxation immédiate pour les capitaux sortants (Point 4) et encourage simultanément l'augmentation des capitaux pour les capitaux entrants (Point 5).

## Effets

### Arguments pour
- L'impôt à taux unique, avec un taux suffisamment élevé et des exemptions limitées, permettrait une hausse des recettes fiscales pour les gouvernements. Cependant, d'après un article de recherche d'économistes du Fonds monétaire international (FMI) de 2006, « les preuves empiriques de ces effets sont très limitées »[3].

En Belgique, par exemple, un taux unique de 22 % sur tous les revenus permettrait d'obtenir des recettes fiscales de l'État identiques aux recettes actuelles[réf. nécessaire]. Comparaison interpellante avec le taux moyen en vigueur sur les salaires à 55,7 %[réf. nécessaire].

### Arguments neutres
- Ne résout pas la difficulté de perception des impôts des revenus des capitaux gagnés à l'étranger[4].
- Peu de preuves sur son impact sur la productivité des entreprises[4].
- Implique, par définition, la suppression des niches fiscales dont bénéficient certaines actions ou certains acteurs économique favorisés par le gouvernement. Il y a là une réductions de la panoplie d'outils d'orientation gouvernementale, qui peut être perçu comme positive ou négative selon l'orientation politique et la confiance accordée au gouvernement et à l'administration. Le gouvernement n'est cependant pas démuni et conserve une large palette d'outil (réglementation, subventions directes...).

### Arguments contre
- Allège l’impôt des plus riches, répartissant ainsi davantage l'imposition sur les moins riches, à la différence de l’impôt progressif.
- Sans seuil minimal, revient à taxer plus lourdement les bas revenus pour garder une assiette globale identique.

## Historique
On trouve déjà l'impôt à taux unique au XVIIIe siècle, notamment en France sous l'Ancien Régime avec le Dixième puis le Vingtième.
Durant le XIXe siècle, des impôts à taux unique ont ainsi été progressivement mis en place dans la plupart des pays européens, souvent en remplacement des impôts personnels, à montant unique.
Après la Première Guerre mondiale, de nombreux pays la remplacèrent par un impôt progressif afin de financer les systèmes sociaux créés à l'époque.
L'impôt à taux unique a fait toutefois un retour sur scène ces dernières années du fait de son instauration dans plusieurs pays anciennement communistes de l'Europe de l'Est.

## Situation actuelle

### Pays avec impôt à taux unique

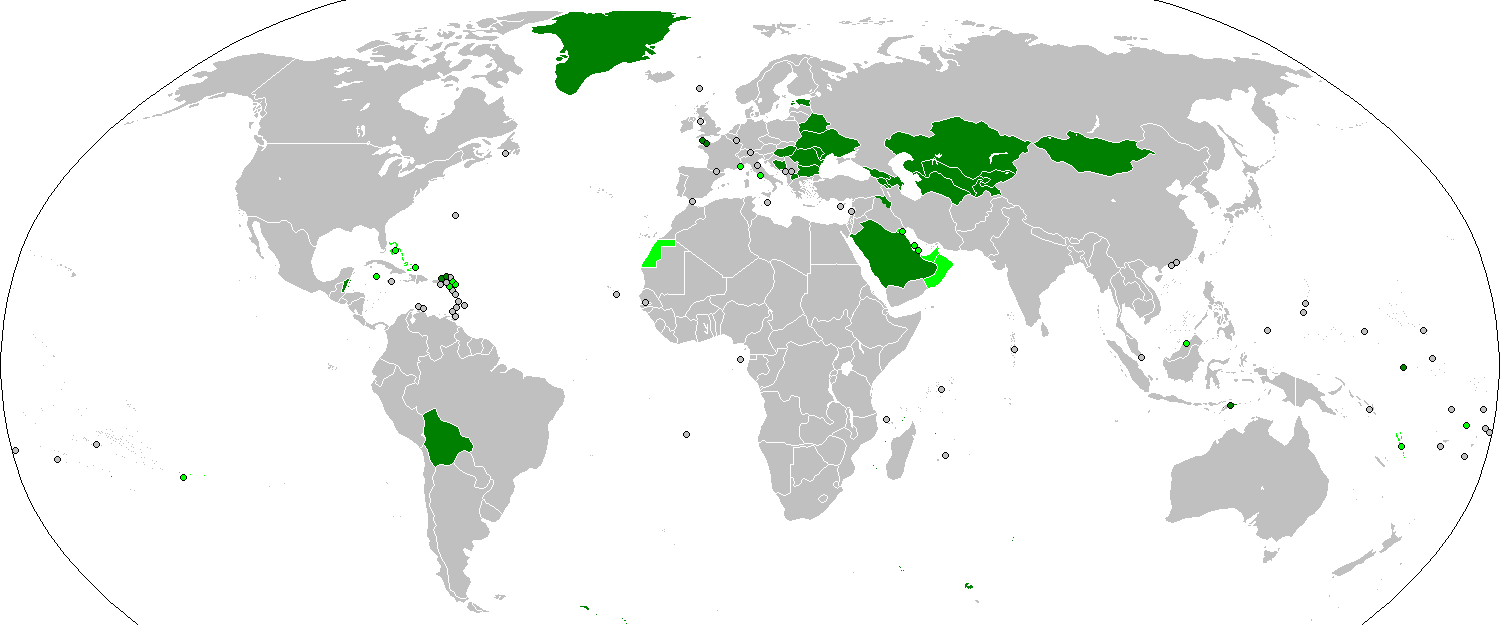
Pas d'impôt sur le revenu en 2019 (taux nul)
Impôt sur le revenu à taux unique en 2019

Impôt à taux unique en Europe :
Territoires européens appliquant un impôt sur le revenu à taux unique en 2019.
Territoires européens étudiant un système d'impôt sur le revenu à taux unique en 2019.
Territoires européens qui appliquaient un impôt sur le revenu à taux unique (pas d’actualité en 2019).

| Pays ou territoire                           | Taux                                                                         |
| -------------------------------------------- | ---------------------------------------------------------------------------- |
| Abkhazie                                     | 10 %                                                                         |
| Albanie,                                     | 10 %                                                                         |
| Andorre                                      | 10 %                                                                         |
| Anguilla                                     | 3 %                                                                          |
| Biélorussie                                  | 12 %                                                                         |
| Belize                                       | 25 %                                                                         |
| Bolivie                                      | 13 %                                                                         |
| Bosnie-Herzégovine,                          | 10 %                                                                         |
| Bulgarie,                                    | 10 %                                                                         |
| Timor oriental                               | 10 %                                                                         |
| Estonie,                                     | 21 %                                                                         |
| France                                       | 30 % (sur certains revenus du capital)                                       |
| Géorgie,                                     | 20 %                                                                         |
| Groenland                                    | 37 à 46 % (selon la municipalité)                                            |
| Grenade                                      | 30 %                                                                         |
| Guernesey,                                   | 20 %                                                                         |
| Guyana                                       | 33,33 %                                                                      |
| Hongrie                                      | 16 %                                                                         |
| Jamaïque                                     | 25 %                                                                         |
| Jersey,                                      | 20 %                                                                         |
| Kazakhstan,                                  | 15 %                                                                         |
| Kirghizistan,                                | 10 %                                                                         |
| Lettonie,                                    | 25 %                                                                         |
| Macédoine,                                   | 10 %                                                                         |
| Madagascar                                   | 22 %                                                                         |
| Maurice,                                     | 15 %                                                                         |
| Mongolie                                     | 10 %                                                                         |
| Monténégro,                                  | 9 %                                                                          |
| Haut-Karabagh                                | 5 %                                                                          |
| Roumanie,                                    | 16 %                                                                         |
| Russie,                                      | 13 %                                                                         |
| Sainte-Hélène, Ascension et Tristan da Cunha | 25 %                                                                         |
| Arabie saoudite                              | 2,5 % zakât (citoyens d'un pays du CCG) 20 % impôt sur le revenu (étrangers) |
| Serbie,                                      | 12 %                                                                         |
| Seychelles                                   | 15 %                                                                         |
| Ossétie du Sud-Alanie                        | 12 %                                                                         |
| Transnistrie                                 | 10 %                                                                         |
| Trinité-et-Tobago                            | 25 %                                                                         |
| Turkménistan                                 | 10 %                                                                         |
| Tuvalu                                       | 30 %                                                                         |
| Ukraine,                                     | 15 %                                                                         |

#### Au niveau régional ou provincial
Au niveau fédéral, l'impôt sur le revenu au Canada et aux États-Unis est à taux progressif. À l'impôt fédéral sur le revenu s'ajoute un impôt sur le revenu par État ou province.
| État ou province | Taux                            |
| ---------------- | ------------------------------- |
| Alberta          | 10 %                            |
| Colorado         | 4,63 %                          |
| Illinois         | 5 %                             |
| Indiana,         | 3,4 à 6,53 % (selon le comté)   |
| Massachusetts    | 5,3 %                           |
| Michigan,        | 4,35 à 6,85 % (selon le comté)  |
| New Hampshire    | 5 %                             |
| Pennsylvanie,    | 3,07 à 6,998 % (selon le comté) |
| Tennessee        | 6 %                             |
| Utah             | 5 %                             |

### En France
En France, l’impôt sur les sociétés, est un exemple de taxation « à taux unique », quel que soit le bénéfice et quels que soient les actionnaires de la société. Complété par une « flat tax » fixée à 30% sur les revenus du capital à partir d'un certain seuil, c'est «l’impôt principal payé par les très grandes fortunes», selon Antoine Bozio, le directeur de l'Institut des politiques publiques (IPP), un organisme indépendant et réputé lié à l'Ecole d’économie de Paris. Le 6 juin 2023, un rapport constitué de données, recoupées, traitées et analysées par les chercheurs de l'IPP a indiqué que les revenus des giga-riches, c'est-à-dire les 75 patrimoines les plus élevés, étaient très peu soumis au barème de l’impôt sur le revenu, aux taux progressifs, aboutissant à ce que leur taux d'imposition soit plus bas que celui d'autres personnes moins riches qu'eux. Ainsi en 2016 les 75 ménages les plus riches avaient un taux d’imposition effectif de 26,2 %, proche de celui l’impôt sur les sociétés, qui était alors de 33%, contre 59,4 % si l’ensemble de leurs revenus étaient imposés aux barèmes des différents impôts personnels, dont l'impôt sur le revenu. Pour les 378 ménages les plus aisés, le total de ces impôts personnels était seulement 2 % de leur revenu. Les 75 foyers les plus riches ne paient eux que 0,3 % en impôt sur le revenu et prélèvements sociaux, par rapport à ce qu’ils gagnent réellement
Cette étude majeure a été réalisée avec des données datant de 2016 fournies en grande partie par l’administration fiscale mais recoupées entre elles. Elle prend en compte les bénéfices non distribués de sociétés contrôlées par les foyers fiscaux au prorata de ce qu’ils détiennent. L'étude indique que ces bénéfices non distribués sont souvent logés dans des holdings discrètes, afin d’être épargnés et pour échapper à l’imposition. Elle montre que le taux d’imposition des foyers fiscaux monte jusqu’à un niveau de revenus de 627 000 euros par an, correspondant aux 37 800 ménages les plus fortunés, puis qu'il baisse une fois atteint ce seuil. Selon l’économiste Gabriel Zucman professeur à l’École d’économie de Paris le taux d’imposition des foyers les plus fortunés est ainsi d'environ un quart, deux fois moins que « la quasi-totalité des catégories de la population – classes populaires, modestes, moyennes et supérieures », qui consacre environ 50 % de leurs revenus à l’impôt, via l’impôt sur le revenu, la TVA ou la taxe foncière, et les cotisations sociales.
Plutôt qu'en salaire, les plus riches font remonter sous forme de dividendes les bénéfices des entreprises qu’ils possèdent, taxés à l’impôt sur les sociétés, mais plus ensuite grâce à la directive européenne dite « mère-fille », opposée à la taxation d’une société sur les dividendes issus d’une filiale. Trois niches sont ensuite utilisées : l’exonération des plus-values en cas de cession professionnelle, l' « exit tax » qui a créé une sous-imposition des plus-values latentes lors d’un transfert de domicile fiscal à l'étranger, et les abattements du pacte Dutreil sur les donations.
L'étude définit une catégorie des giga-riches, qui regroupe les «milliardaires» en revenus annuels, dont le revenu réel dépasse en moyenne un milliard d’euros, même si leur revenu fiscal moyen était de 35,9 millions d’euros en 2016, et dont le taux d'imposition constaté oscillait entre 32 % et 26 %. Ces revenus n'incluent ni les variations de patrimoine ni les plus-values latentes, pour éviter toute « anticipation des revenus futurs». L'étude indique que ces bénéfices non distribués sont souvent logés dans des holdings discrètes, afin d’être épargnés et pour échapper à l’imposition. Ainsi, les revenus fiscaux déclarés par les milliardaires, qui ne prennent pas en compte les revenus logés dans des sociétés holding, se révèlent très inférieurs aux revenus réellement à leur disposition, selon l'étude.
Ensuite le président de la République Emmanuel Macron a réduit l’impôt sur les sociétés de 33,3 % à 25 % pendant son premier quinquennat, renforçant très probablement le phénomène constaté par l’IPP sur les données de 2016 en plus de la création d'une «flat tax» à la française, via un prélèvement forfaitaire unique à 30 % sur les revenus du capital. Lors de l'inflation générée par la crise ukrainienne et augmentant les bénéfices, « de plus en plus de députés, y compris positionnés à droite ou dans la majorité », ont évoqué « la possibilité de taxer ces superprofits ». Un amendement au projet de loi de finances 2023 présenté par Perrine Goulet, députée Modem de la Nièvre, a prévu d’augmenter de 30% à 35% la «flat tax» sur les dividendes des entreprises réalisant plus de 750 millions d’euros de chiffre d’affaires et distribuant des dividendes ou de rachat d’actions supérieur de 20% au montant moyen distribuée entre 2017 et 2021, au besoin en allant taxer directement à la source, auprès de l’entreprise afin de l'inciter à investir et augmenter les salaires. Il a été adopté par l’Assemblée nationale le 12 octobre 2022, contre l’avis du gouvernement mais n'a pas survécu à l'adoption du budget via l’article 49-3 de la Constitution. Le ministre de l’Economie Bruno Le Maire avait demandé d'arrêter « avec ces formules qui sont des supercheries : superprofits, superdividendes, derrière il y a surtout la supertaxation permanente».
Dans les années 2010, les impôts proportionnels en France étaient :
- la taxe sur la valeur ajoutée (TVA) qui s’applique sur la consommation finale de biens et services, à hauteur de 2,1 % à 20 % ;
- la contribution sociale généralisée (CSG) qui s’applique sur les revenus, à hauteur de 3,8 % à 9,9 %[53] ;
- la contribution pour le remboursement de la dette sociale (CRDS) qui s’applique sur les revenus d’activité, de placement et du patrimoine, les produits de placement, les ventes d’objets précieux, le montant des jeux, à hauteur de 0,5 %[53] ;
- le prélèvement forfaitaire unique (PFU) qui s’applique, depuis 2018, sur les revenus du patrimoine, à hauteur de 30 %[54].

## Projets
La Grèce (avec un taux de 25 %) ou la Croatie ont également prévu d'instaurer ce type d'imposition. En Pologne, le premier-ministre libéral Donald Tusk, dont le parti a remporté les élections en 2007, avait annoncé la mise en place d'une flat tax de 15 % sur les revenus en 2010 ou 2011. Pour les entreprises, le taux passera de 19 à 10 %. La proposition, soulevée en Allemagne (pays réputé pour avoir le système fiscal le plus complexe au monde) par Paul Kirchhof en 2005, a cependant soulevé un tollé.
Aux États-Unis, la question a souvent été abordée ces dernières années ; c'était par exemple le cheval de bataille de Jerry Brown, candidat malheureux aux élections primaires démocrates en vue de la présidentielle de 1992.
Au Royaume-Uni, après avoir été étudiée par les partis conservateurs et libéral-démocrates, la proposition a été rejetée par le travailliste Gordon Brown, chancelier de l'Échiquier en 2005, qui la critiquait car « le millionnaire devrait être soumis au même taux que l'infirmière, l'aide à domicile, l'employé au salaire minimum ».
En France, cette idée est soutenue par un seul parti apparu en 2006, Alternative libérale ; ainsi que par Hervé Mariton, député Les Républicains de la Drôme, Nathalie Kosciusko-Morizet et Éric Ciotti .